# Police Service of Northern Ireland

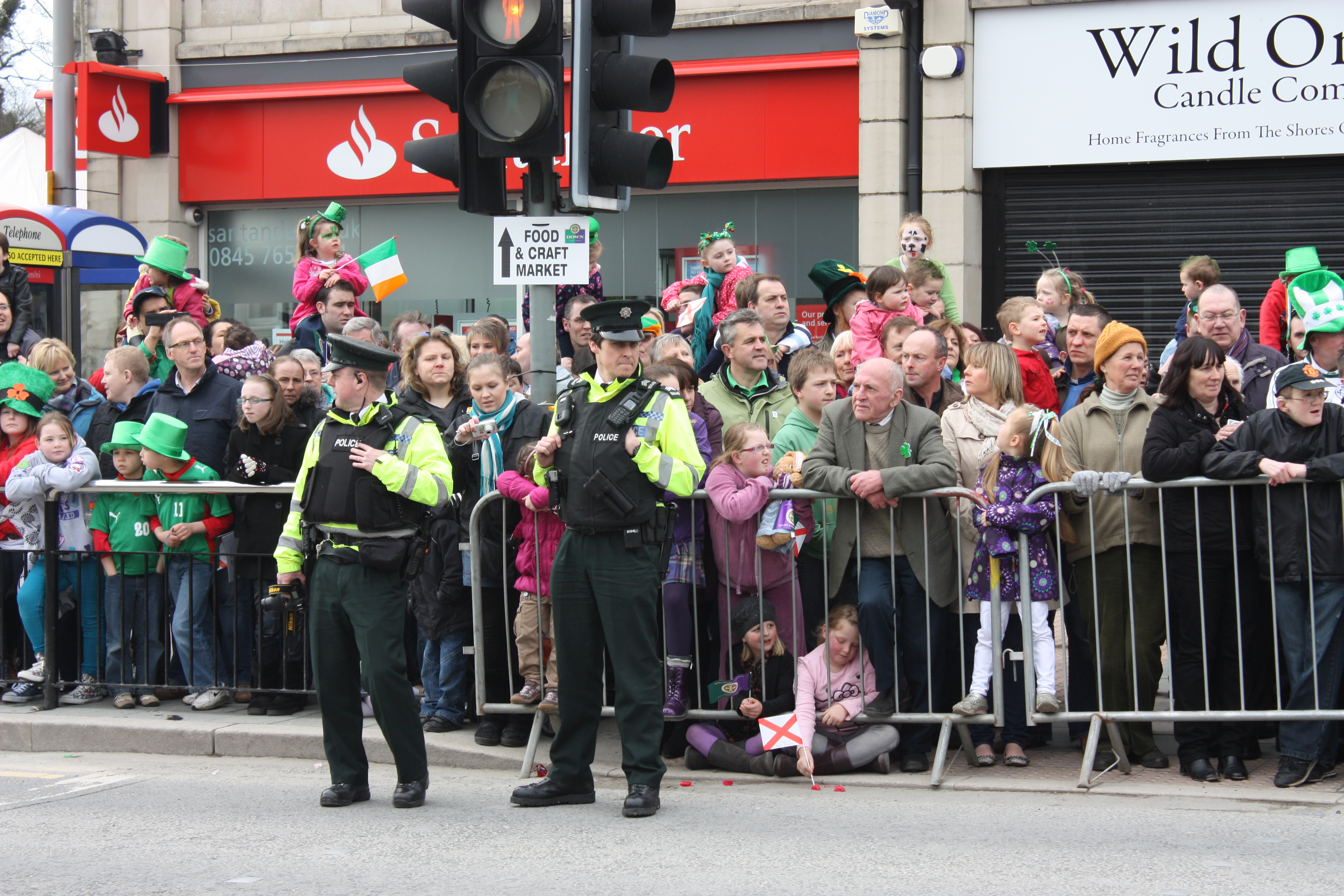
PSNI har gröna uniformer, precis som RUC.

Police Service of Northern Ireland, PSNI,(iriska;  Seirbhís Póilíneachta Thuaisceart Éireann) en regional polismyndigheten på Nordirland. 

## Organisation
Myndigheten hette tidigare Royal Ulster Constabulary, RUC, men bytte 2001 namn till PSNI. Denna övervakas av Northern Ireland Policing Board vilken består av ledamöter från Northern Ireland Assembly och oberoende ledamöter. Viss tillsyn utövas av polisinspektionen Her Majesty's Inspectorate of Constabulary. Anmälningar och besvär mot polisen utreds av en oberoende besvärsmyndighet, Police Ombudsman for Northern Ireland. 

## Personal
Personalstyrkan uppgick 2010 till cirka 9200 poliser och civilanställda.
- Poliser: 7 216
- Heltidstjänstgörande reservpoliser: 335
- Deltidsanställda poliser: 684
- Civilanställda: 2 265

## Tjänstegrader

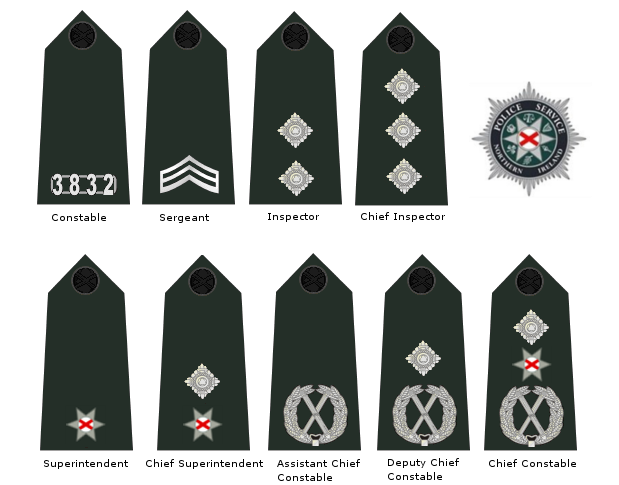